# Takashi Hosokawa
Takashi Hosokawa (Makkari, Hokkaido, Japão, 15 de junho de 1950) é um cantor de Enka.

## Discografia (Singles)[2]
1975 - KOKORO NOKORI / MIREN GOKORO
1976 - ONNA NO JUUJIRO / CENTRAL LEAGUE RENMEI UTA MUTTSU NO HOSHI / OKI TEGAMI / KITA NO RYOSHUU
1977 - ONNA NO HARU / HITORI TABI
1978 - TOOI AKARI / NUKUMORI / MINATO YAKEI
1980 - YUKIZURI / ISSHOU NI KURASOU / SHIAWASE ONDO / HOTARU GUSA
1981 - ITSUKA DOKOKA DE / ONNA GOKORO
1982 - KITA SAKABA
1983 - YAGIRI NO WATASHI
1984 - SHINJUKU JOUWA / CENTRAL LEAGUE SANKA VICTORY / ASAHIKAWA KOI NO MACHI / HOSHIKUZU NO MACHI / NANIWABUSHI DAYO JINSEI WA
1985 - SAKABA DE ABAYO / NIHON RETTOU TABIGARASU / BOUKYOU JONKARA
1986 - YUKEMURI JOUWA / SADAME GAWA
1987 - YUME GOYOMI
1988 - HOKUI GOJUUDO / SEICHOU OSOMATSU BUSHI
1989 - JINSEI KOURO / KITAGUNI E
1990 - OTOKO NO HI MATSURI / UKARE BUSHI
1991 - AA, II ONNA / OUENKA, IKIMASU / SADO NO KOI UTA
1992 - LET'S ONDO AGAIN
1993 - KOI NO SAKE / JINSEI KIBOU TO SHINBOU DA
1994 - HAHA KOI GARASU / HOKUTO NO HOSHI / YUMEYOI BITO
1995 - FUTARI MICHI
1996 - ONNA NO SHIGURE
1997 - FUYU NO YADO
1998 - INOCHI BUNE / FUTABA YAMA
1999 - YUME NO YUME / SHIGURE NO MINATO
2000 - YUKI MINATO / IKINA SAKE
2001 - KITA NO GOBANCHOU
2002 - KONO AOI SORA NI WA / TENOHIRA KAZE NO YADO
2003 - DAIA -KOKYOU SHINONDE- / YOAKE NO DEFUNE
2004 - MEOTO GOKORO / SHIMOKITA RYOUKA
2005 - KINOSAKI KOI UTA
2006 - AYAIRO NO KOI / OJIROWASHI
2007 - MANTEN NO FUNA UTA
2008 - KOI YADORI - GINZAN YAKEI
2009 - SAKURA NO HANA NO CHIRUGOTOKU
2010 - KITA NO OTOKO UTA / KITA MISAKI
2011 - NEBUTA